# 国見岳 (熊本県・宮崎県)
国見岳（くにみだけ）は、九州山地中央部の向霧立山地に属する山である。標高は1,739mであり、熊本県最高峰。九州本土では祖母山（1,756m）および市房山（1,721m）と並ぶ屈指の高峰であるが、交通の便が悪い地域に位置する。日本三百名山、一等三角点百名山の一つに数えられる。

## 概要
国見岳一帯は九州中央山地国定公園に指定されている。国見岳は熊本県八代市と宮崎県椎葉村の県境にまたがる山で、共に秘境と呼ばれる山深い山村であり、平家の落人伝説が残る村である。球磨川の支流、川辺川および耳川のそれぞれの源流域に位置し分水嶺をなしている。このような九州の脊梁をなす山奥に鎮座するが、視程のよい日には熊本市内からも南東方向に山頂部を望むことができる。
山頂には一等三角点「国見岳」が設置され標高は1,738.82mとなっている。
山頂部はなだらかであるが、周囲には急峻な谷間が刻まれている。ブナおよびモミの天然林が広がり、シャクナゲなどの群落も見られる。

## 登山ルート
椎葉村の上椎葉尾前から五勇山（1,662m）を経て稜線を北上するルートがある。熊本県側からは、五家荘（八代市泉町）の「林道樅木線」を経て登山口に達するルートがある。

## ギャラリー

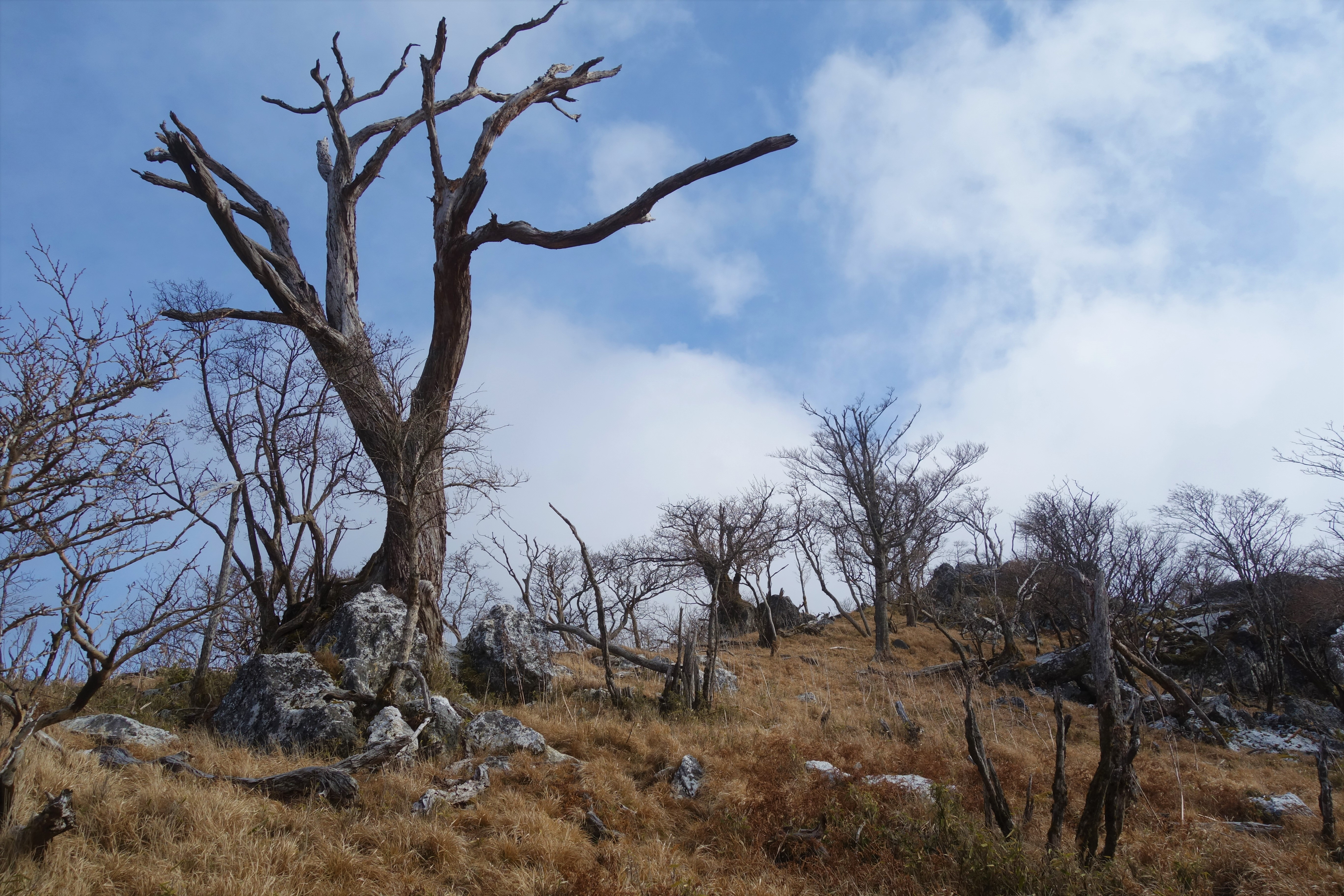
国見岳山頂直下の風景
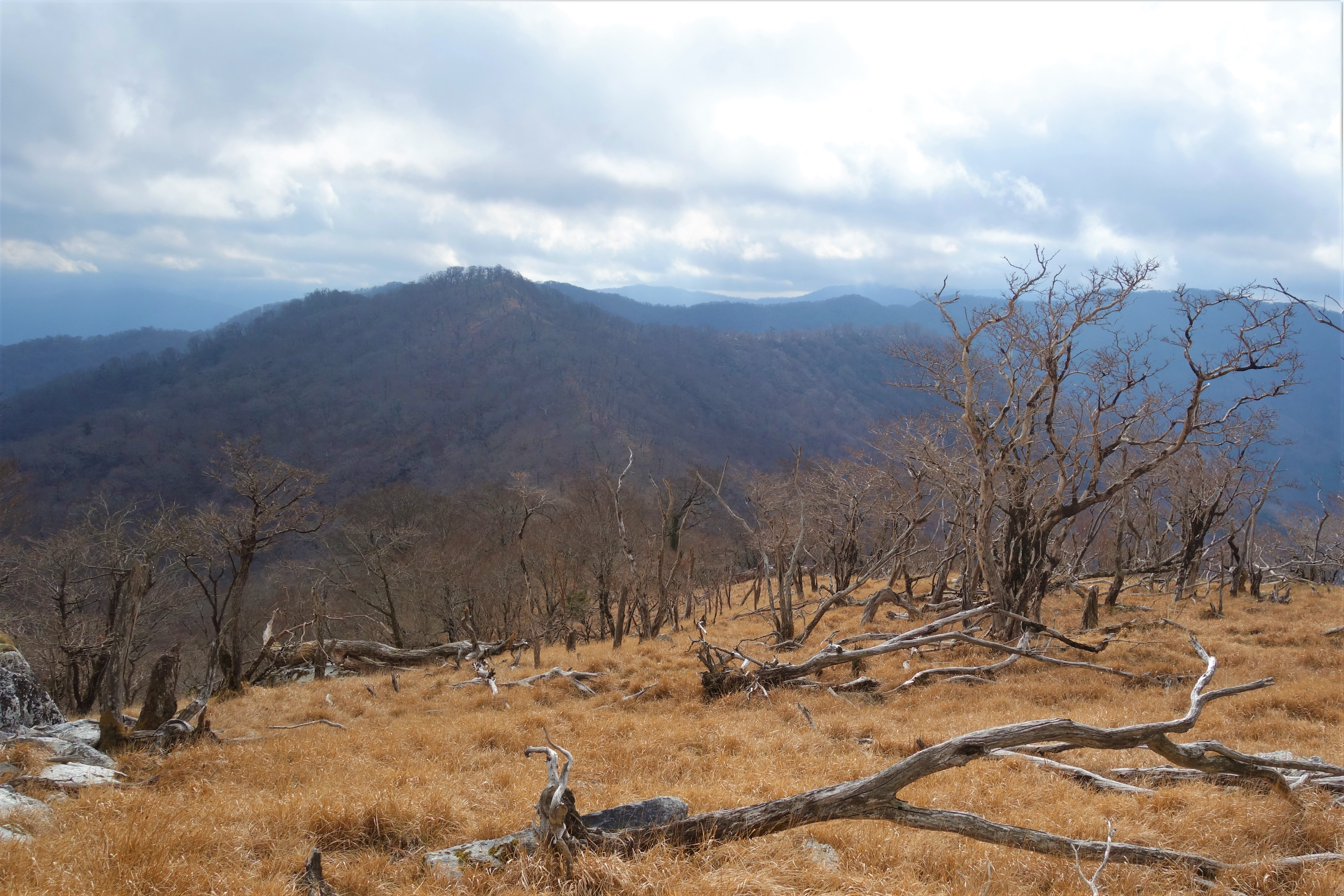
国見岳山頂直下の風景
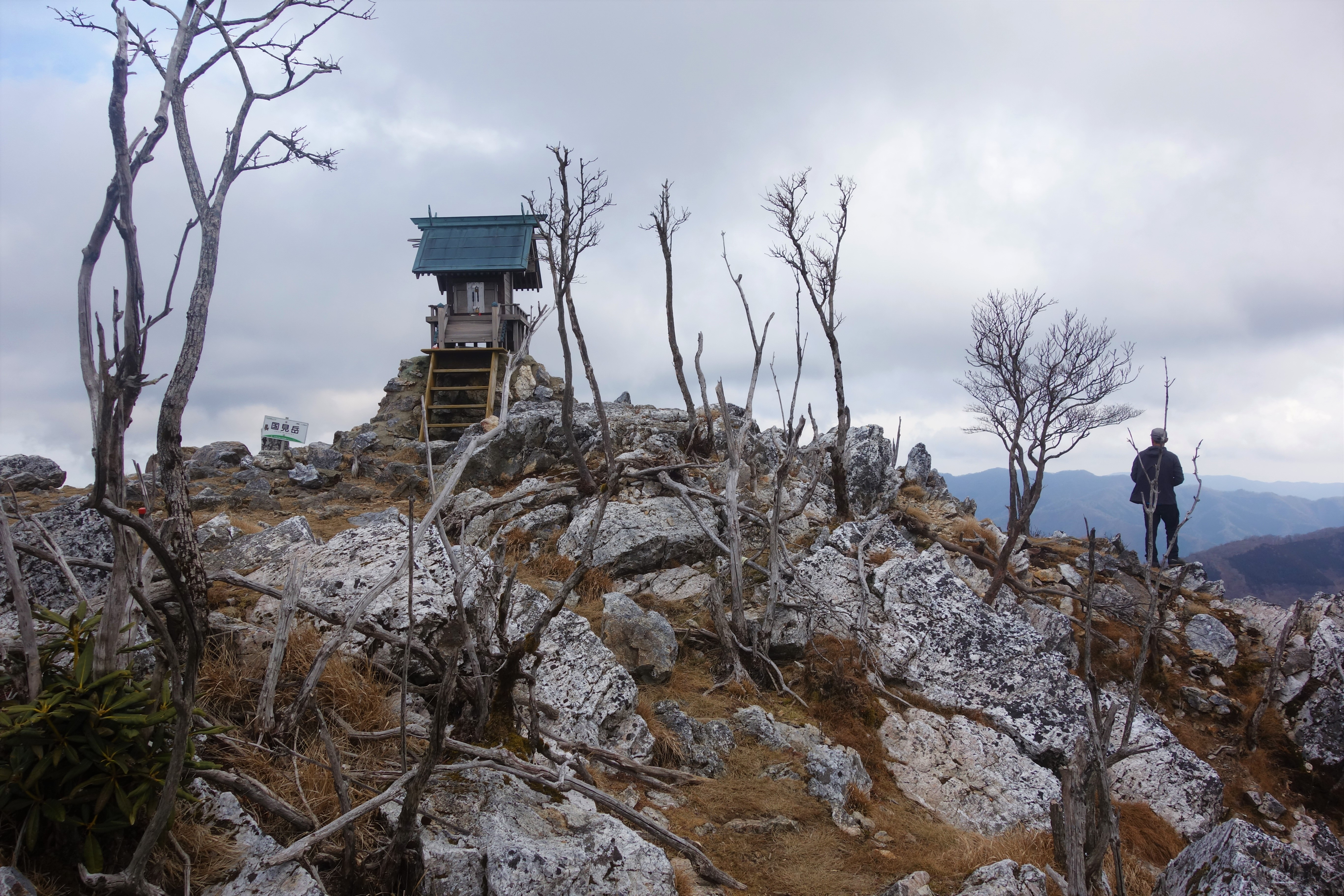
国見岳山頂
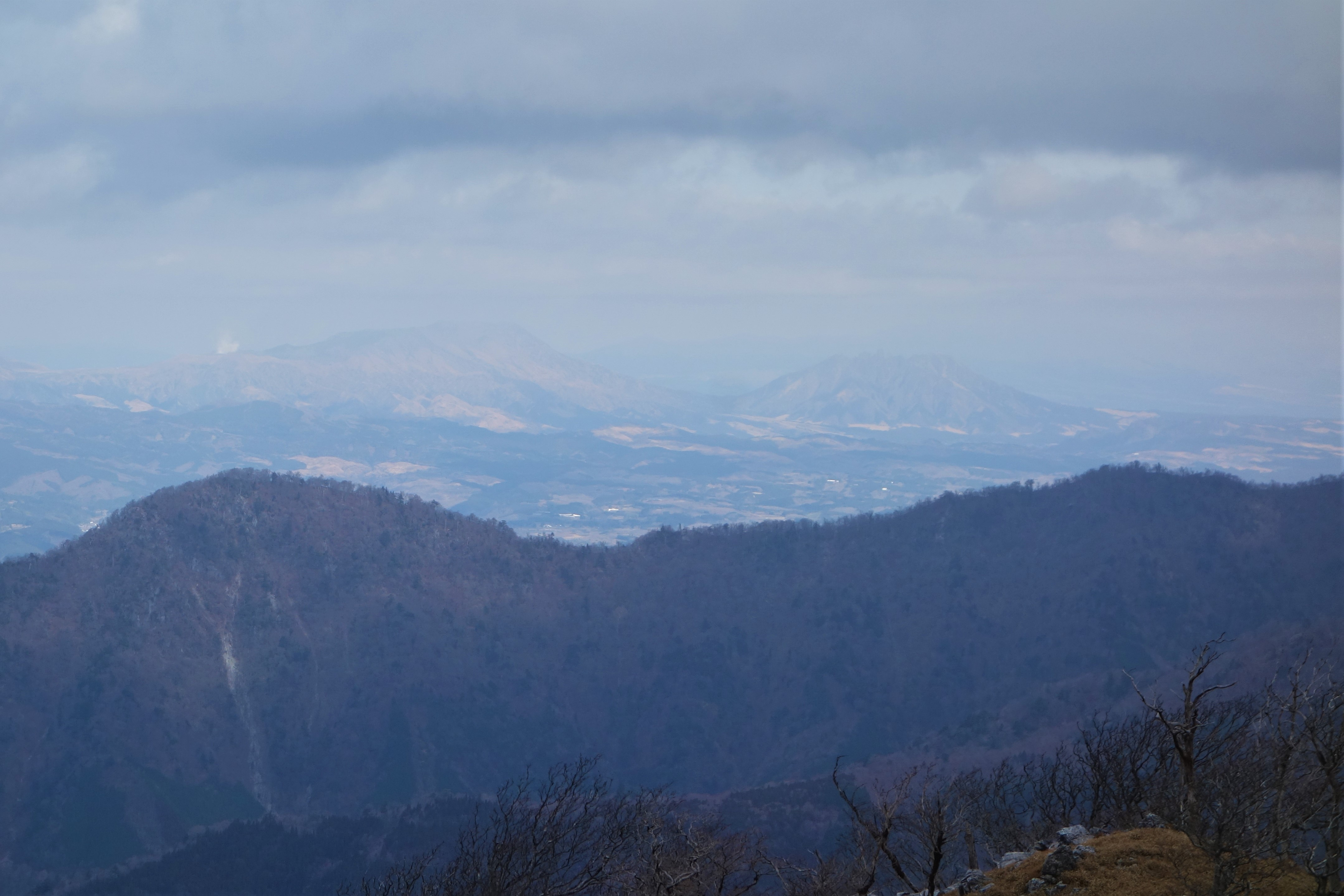
国見岳からの阿蘇山
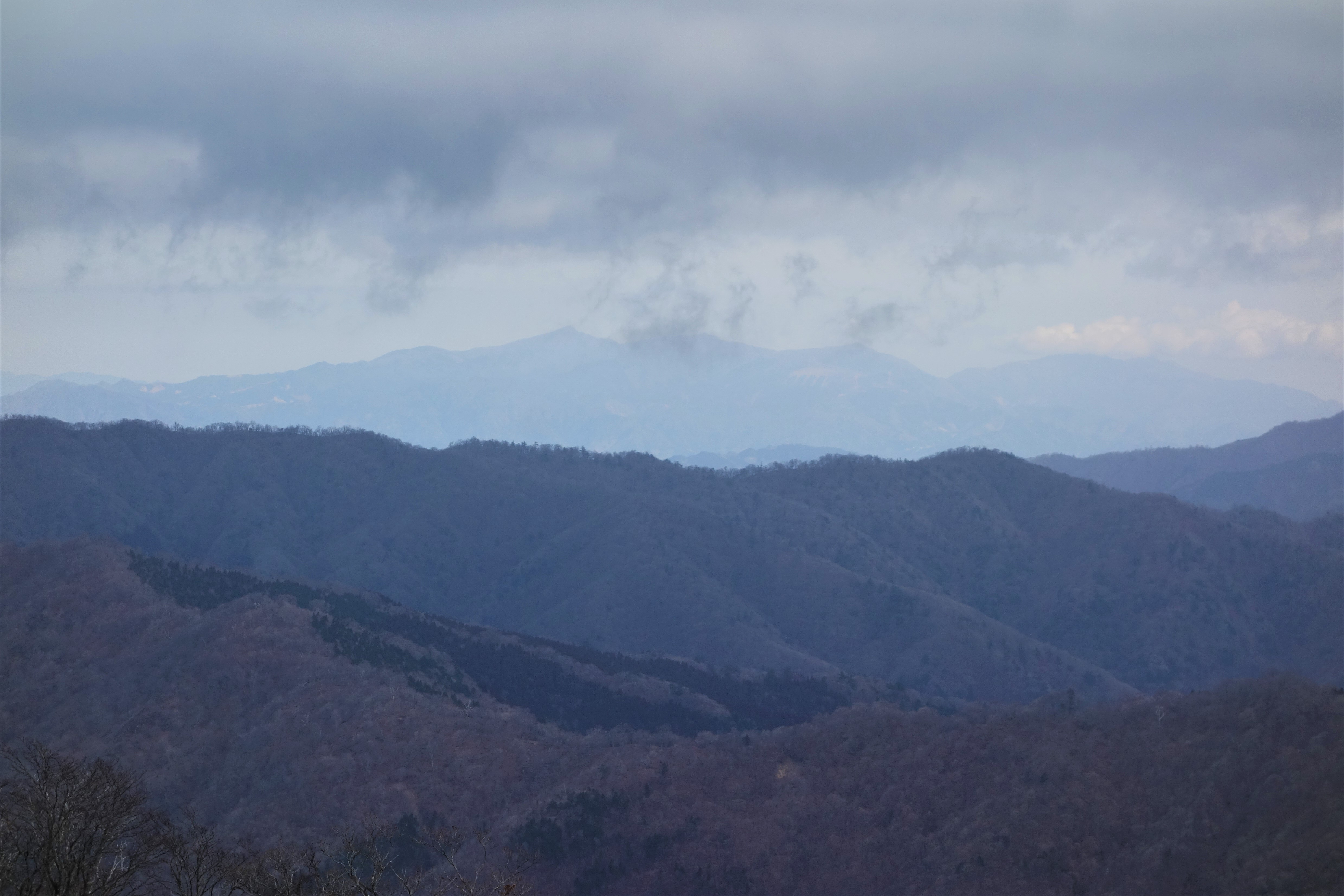
国見岳からの祖母山
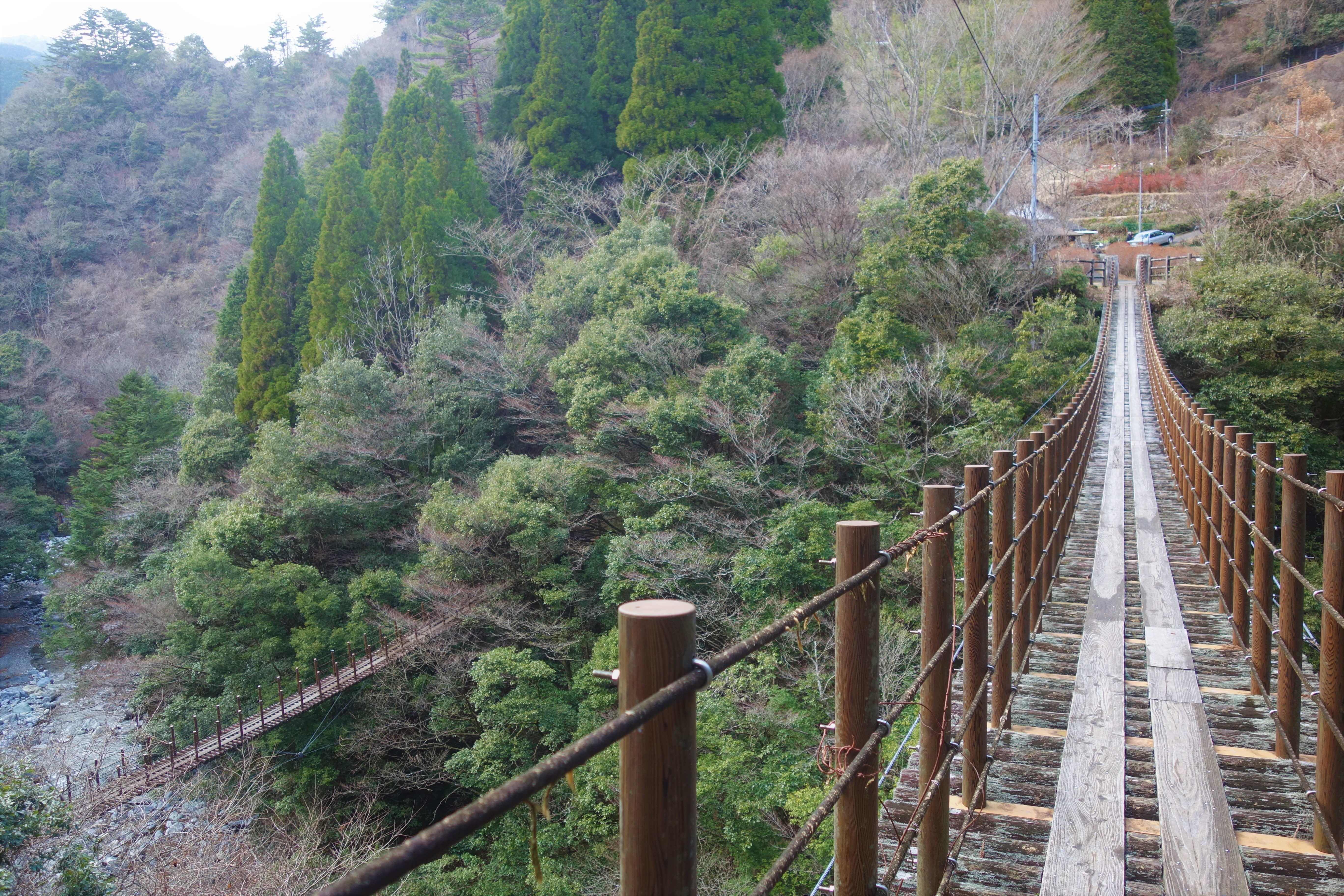
樅木吊橋（しゃくなげ橋とあやとり橋）